# تصویربرداری فراصوت از لخته سیاهرگی عمقی

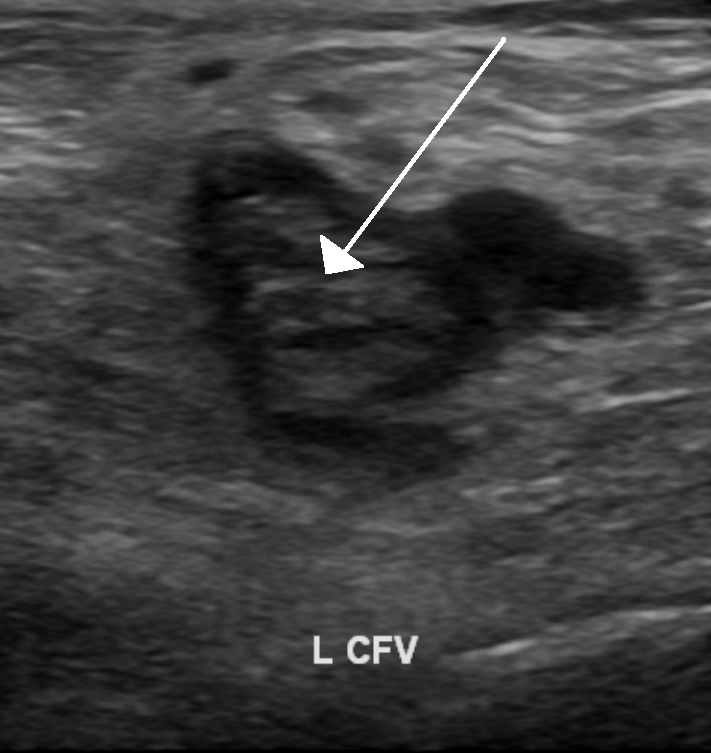
ترومبوز سیاهرگی عمقی در قسمت فوقانی سیاهرگ رانی که از مقطع عرضی توسط پروب سونوگرافی تصویربرداری شده‌است.

برای تصویربرداری از لختهٔ خون در رگ‌های داخلی که به آن ترومبوز سیاهرگی عمقی(DVT: deep vein thrombosis) نیز گفته می‌شود، در این خصوص از فراصوت برای رگ‌های دور از سطح پوست و بیشتر در سیاهرگ رانی و سیاهرگ پشت‌زانویی استفاده می‌شود، زیرا لختهٔ خون در این رگ‌ها خطر آمبولی ریه را به حداکثر می‌رساند.

## کاربردهای پزشکی
احتمال ابتلا به ترومبوز سیاهرگی عمقی، توسط مجموع امتیازات یک تست به نام wells score سنجیده می‌شود و هرچه این امتیاز بیشتر باشد احتمال ابتلا به ترومبوز سیاهرگی عمقی بیشتر می‌شود. در حالتی که جواب آزمایش آنژیوگرافی ریوی (به انگلیسی:CT pulmonary angiogram)برای وجود آمبولی ریه منفی است اما علائم پزشکی وجود آن را تأیید می‌کند، استفاده از سونوگرافی وریدی اندام تحتانی می‌تواند کمک‌کننده باشد.این سونوگرافی می‌تواند تا حدود ۵۰ درصد از افرادی که آمبولی ریه دارند را با شناسایی ترومبوز سیاهرگی عمقی، تشخیص دهد.جراحی تعویض مفصل ران یا زانو به تنهایی نمی‌توانند علامت‌های این بیماری باشند.

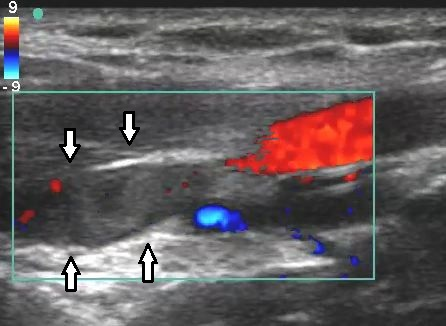
سونوگرافی داپلر با قرار دادن پروب به صورت موازی با راستای سیاهرگ، در تصویر یک جسم با اکوژنیسیته‌ی بالا (hyperechoic)را نشان می‌دهد.

در بیمارهایی با علائم DVT که به آمبولی ریه مشکوک هستند و اسکن‌های ریوی در پزشکی هسته‌ای نیز در آن‌ها بیماری را تشخیص نداده‌است، پیگیری پیاپی با استفاده از سونوگرافی ضروری نیست.

## عملکرد و یافته‌ها
برخلاف سونوگرافی شریانی(سرخرگی) سونوگرافی وریدی(سیاهرگی) در حالتی انجام می‌شود که پروب در مقطع عرضی (عمود بر راستای سیاهرگ) قرار گیرد، تا برش عرضی از سیاهرگ را نمایش دهد. کلیهٔ رگ‌های فرعی که شامل رگ‌های ارتباطی (به انگلیسی:perforator veins) می‌شود، (در واقع این رگ‌های ارتباطی سیاهرگ‌های سطحی را به سیاهرگ‌های عمقی ارتباط می‌دهند) با استفاده از تصویر برش عرضی بهتر نمایش داده می‌شوند، اما مهم‌تر از خود رگ‌ها شناسایی لختهٔ سیاهرگی است.
قابل اطمینان‌ترین معاینه برای تشخیص لخته خون (حتی وقتی یک تصویر رنگی باکیفیت در اختیار داشته باشیم) عدم تراکم‌پذیری است، درست مانند لولهٔ لاستیکی که آب داخلش یخ زده باشد و در آن ناحیه با ایجاد فشار فشرده نمی‌شود، در رگ نیز در نقطه‌ای که لخته وجود دارد چون جامد است، اگر به آن فشار وارد کنیم، فشرده نمی‌شود،پس با در نظر گرفتن این موضوع اگر بخواهیم پروب را برای آزمایش تراکم‌پذیری روی سیاهرگ و به موازات آن قرار دهیم و فشار دهیم، پروب به سمت چپ و راست رگ لیز می‌خورد و در نتیجه ،نتیجهٔ منفی  کاذب (به انگلیسی:false negative)نشان می‌دهد، زیرا پروب به سمت دیگر حرکت کرده و سیاهرگ را نشان نمی‌دهد. با این وجود پس از تشخیص لخته اگر متخصص بخواهد تصویر نهایی از قسمت ابتدایی لخته را چاپ کند، در این حالت پروب را موازی با سیاهرگ قرار می‌دهد (مانند تصویر).

### اکوژنیسیته
اخیراً یک نوع جدید از لختهٔ خون یافت شده‌است که کاملاً جامد نیست و در نتیجه اکوژنیسیته‌ی پایینی دارد، یعنی توانایی آن در بازتاب اکو پایین است. در نتیجه در تصاویر مقیاس خاکستری سونوگرافی به رنگ سیاه دیده می‌شود و به ندرت قابل رویت و جداسازی است، حتی هنگامی که متخصص از حالت رنگی تصویر استفاده کند کیفیت تصویر برای تشخیص چندان تغییر نمی‌کند،در نتیجه ممکن است در تصویر مشخص نشود، علاوه بر این، دیوارهٔ رگ‌ها نیز ممکن است اکوهای برگشتی بفرستد که وجود لخته را تکذیب کند. محل قرار گرفتن لخته اطلاعات زیادی دربارهٔ میزان خطرناک بودن آن می‌دهد، مثلاً این مسئله که لخته در سیاهرگ عمقی است یا سطحی و به‌طور کلی اینکه دقیقاً در کجا قرارگرفته، مهم است. اگر لخته نزدیک به اتصال اصلی سیاهرگ رانی (به انگلیسی:sapheno-femoral junction)قرار گرفته‌باشد، خطر بالای ابتلا به آمبولی ریه وجود دارد.

### ایجاد تراکم
یکی از راه‌های مطمئن‌تر از تصویربرداری، مشاهدهٔ عدم تراکم‌پذیری لختهٔ سیاهرگی است. یک روش ساده به نام سونوگرافی فشار (به انگلیسی:compression ultrasonography) وجود دارد، که معمولاً برای تشخیص سریع ترومبوز سیاهرگی عمقی که در قسمت فوقانی سیاهرگ رانی یا در سیاهرگ پشت‌زانویی قرار گرفته استفاده می‌شود. این روش در شرایط اورژانسی بسیار کارآمد است، زیرا فقط با استفاده از فشار مبدل که موجب تراکم رگ می‌شود، به دست می‌آید.سونوگرافی فشار در تشخیص ترومبوز سیاهرگی عمقی در بیمارانی که علائم مربوطه را دارند، حساسیت (به انگلیسی:sensitivity)و ویژگی (به انگلیسی:specificity) بالایی دارد، البته وقتی بیمار علائم اولیه را نداشته باشد،نتیجهٔ این نوع سونوگرافی مطمئن نخواهد بود. برای مثال، بعد از عمل‌های جراحی مخصوصاً عمل‌های ارتوپدی که معمولاً درد و ورم در اندام تحتانی وجود دارد، در اکثر مواقع لخته در ناحیهٔ سیاهرگ ساق پا (به انگلیسی:calf veins) مشاهده می‌شود که حالت جزئی دارد یعنی رگ را به‌طور کامل مسدود نمی‌کند، در این حالت با مشاهدهٔ این علامت، معاینهٔ کامل به وسیلهٔ روش‌های گفته‌شده الزامی است.

### داپلر
سونوگرافی داپلر از جریان خون سیاهرگ‌ها که با نرخ تنفس نیز مرتبط است می‌تواند به عنوان تشخیصی برای عدم وجود ترومبوز سیاهرگی عمقی استفاده شود.